# Gaio Ponzio
Gaio Ponzio (in latino Gaius (o Caius) Pontius; Abellinum, IV secolo a.C. – dopo il 292 a.C.) è stato un condottiero sannita, ricordato da Tito Livio nel libro IX dei suoi Ab Urbe condita libri, comandante in capo dei Sanniti durante la Seconda guerra sannitica.
Figlio di Erennio Ponzio, era ritenuto "stratega di prim'ordine" da Livio.

## Biografia

### Alle Forche Caudine
Gaio Ponzio guidò i Sanniti nella battaglia delle Forche Caudine (321 a.C.), dove riportò una grande vittoria sui Romani che furono costretti a sottomettersi al suo "giogo": il passaggio dell'intero esercito sconfitto sotto un incrocio tra tre lance romane, che cumulava l'umiliazione del simulare l'aggiogamento dei buoi con quella della sottrazione dell'arma del nemico.
Quando poi Roma riportó indietro a Caudio, i consoli Tiberio Veturio Calvino e Spurio Postumio Albino Caudino, coloro che avevano accettato le condizioni di resa alle Forche Caudine senza averle fatte ratificare dal Senato e dal Popolo Romano, per consegnarli ai Sanniti, sostenendo in questo modo di potersi ritenersi liberi da quella pace vergognosa per Roma, Gaio Ponzio rimandò indietro i due prigionieri romani con parole sprezzanti:
(Livio, Ab Urbe condita libri, IX, 11.)

### Sconfitta e cattura
Ponzio non riuscì a conquistare Lucera, difesa da Lucio Papirio Cursore. Anni dopo, avrebbe ottenuto una nuova vittoria sui romani nella battaglia di Lautulae, combattuta nel 315 a.C., anche se essa risultò poco utile dopo la successiva sconfitta sannitica a Terracina.
Caio Ponzio sarebbe stato infine catturato da Quinto Fabio Massimo e giustiziato nel 292 a.C., anche se una data così successiva all'episodio delle Forche Caudine farebbe pensare che si tratti probabilmente di suo figlio. L'uccisione avvenne in modo brutale, dopo una detenzione nel Carcere Mamertino: fu decapitato con un'ascia che simboleggiava la città di Roma.
Per via del nomen di origine sannitica, Gaio Ponzio è tradizionalmente considerato un diretto antenato di Ponzio Pilato, prefetto della provincia di Giudea nel I secolo noto per i passi evangelici cristiani e la passione di Cristo.